# Dark Skies – Sie sind unter uns
Dark Skies – Sie sind unter uns (Originaltitel: Dark Skies) ist ein US-amerikanischer Horrorfilm aus dem Jahr 2013. Regie führte Scott Stewart.

## Handlung
Die Familie Barrett lebt in einer typischen US-amerikanischen Kleinstadt. Vater Daniel ist im Zuge der Wirtschaftskrise arbeitslos geworden, daher muss Mutter Lacy alleine für die Familie sorgen, was immer wieder zu Spannungen führt. Zur Familie gehören außerdem der ältere Sohn Jesse sowie der jüngere Sohn Sammy. Die Söhne genießen eine glückliche Kindheit. Jeden Abend kommunizieren sie per Walkie-Talkie zwischen ihren Zimmern.
Eines Tages beginnen sich merkwürdige Ereignisse rund um die Familie zu häufen. So werden zum Beispiel Gegenstände im Haus umgestellt, der Alarm geht ohne erkenntlichen Grund los, und auf den Körpern der Kinder erscheinen seltsame Male. Sammy malt ein Bild, auf dem neben der Familie große schlanke graue Wesen abgebildet sind, außerdem erleben die Familienmitglieder schlafwandlerische Situationen, an die sie sich später nicht mehr erinnern können. Daniel installiert Überwachungskameras. Eines Nachts wird Lacy durch Sammys Schreie geweckt und sieht auf dem Überwachungsmonitor drei graue Gestalten an seinem Bett stehen, als sie in sein Zimmer stürmt, ist von diesen jedoch nichts mehr zu sehen.
Lacy versucht, im Internet eine Erklärung für die Vorfälle zu finden, und stößt auf Berichte über Entführungen durch Außerirdische. Zusammen mit Daniel sucht sie Edwin Pollard auf, einen örtlichen Ufologen. Dieser erzählt ihnen von den sogenannten „Grauen“: Außerirdischen, die Familien infiltrieren, um dann eine auserwählte Person zu entführen. Der Auserwählte sei dabei stets die Person, zu denen die Grauen zuerst Kontakt aufgenommen hatten. Aufgrund der gemalten Bilder gehen die Barretts davon aus, dass sie es auf Sammy abgesehen haben.
Daniel besorgt sich eine Schusswaffe, außerdem legt sich die Familie einen Schäferhund zum Schutz zu. Am Abend des 4. Juli eskalieren die Ereignisse. Lichter und Fernseher flackern, und das Haus wird von einem grellen Leuchten eingehüllt. Jesse bekommt Halluzinationen, in denen er den Tod seiner Eltern sieht, und geht schließlich auf die sichtbar gewordenen Grauen zu. Lacy und Daniel sind nicht in der Lage einzugreifen, und Jesse verschwindet in einem hellen Blitz.
Einige Monate später ziehen Lacy, Daniel und Sammy in eine kleinere Wohnung. Beim Auspacken der Umzugskisten entdeckt Lacy eine Zeichnung von Jesse, auf welcher er ebenfalls die Grauen gemalt hatte. Da dieses Bild jedoch lange vor dem von Sammy entstand, erkennen sie, dass von Anfang an Jesse der Auserwählte der Grauen war. Als Sammy aus einer Kiste eines der Walkie Talkies holt, schaltet sich dieses ein, und Jesses Stimme ist zu vernehmen.

## Rezeption
Dark Skies – Sie sind unter uns erhielt gemischte Kritiken. Auf der Website Rotten Tomatoes erzielt der Film eine Bewertung von 41 %, basierend auf 90 Kritiken. Die Redaktion von filmstarts.de bescheinigt dem Film, einige gute Ideen aufzuweisen, bemängelt jedoch deren Umsetzung. Robert Cherkowski zieht das Fazit, Dark Skies sei „zwar kein Ärgernis, aber trotzdem ein vollkommen persönlichkeitsfreier, aalglatter und ziemlich harmloser Grusel-Schnellschuss“. Moviebreak.de sieht Parallelen zu den Poltergeist-Filmen und zu Signs – Zeichen und bezeichnet Dark Skies als „gehobeneren, kompetent in Szene gemeißelten Genre-Flic“, der jedoch trotzdem „nicht sonderlich bereichernd“ sei und über „gehobenen Durchschnitt“ nicht herausreicht. Das Horrormagazin findet „Schauspieler und Dramaturgie überzeugen[d]“, lobt die „intelligente Herangehensweise“ der Filmhandlung und zieht das Fazit, Dark Skies sei ein „stimmiger und saumäßig spannender Horrorthriller über einen Besuch der besonderen Art“.

## Produktion
Die Produktionskosten von Dark Skies beliefen sich auf etwa 3,5 Millionen US-Dollar, das weltweite Einspielergebnis betrug über 26 Millionen US-Dollar.